# Portugese real
De Portugese real (Portugese uitspraak: [ʁiˈal], wat "koninklijk" betekent, meervoud: réis of [archaïsch] reais) was de munteenheid van Portugal en het Portugese Rijk van ongeveer 1430 tot 1911. Het verving de Portugese dinheiro tegen een koers van 1 real = 840 dinheiros en werd zelf vervangen door de Portugese escudo (als gevolg van de Republikeinse revolutie van 1910) tegen een koers van 1 escudo = 1000 réis. De Portugese escudo werd verder vervangen door de euro tegen een koers van 1 euro = 200,482 escudos in 2002.